# Myiodola plagiaticollis
Myiodola plagiaticollis är en skalbaggsart som först beskrevs av Leon Fairmaire 1893.  Myiodola plagiaticollis ingår i släktet Myiodola och familjen långhorningar.
Artens utbredningsområde är Madagaskar. Inga underarter finns listade i Catalogue of Life.